# Provincia di Cangallo
La provincia di Cangallo è una delle 11 province della regione di Ayacucho nel Perù. Il capoluogo è Cangallo.

## Province confinanti
Confina a nord con la provincia di Huamanga, a est con la provincia di Vilcas Huamán, a sud con la provincia di Víctor Fajardo e a ovest con la regione di Huancavelica.

## Geografia antropica

### Suddivisioni amministrative
È divisa in otto distretti:
- Cangallo
- Ayna
- Chungui
- Chuschi
- Los Morochucos
- María Parado de Bellido
- Paras
- Totos

## Festività
- Settimana Santa
- 16 luglio: Madonna del Carmelo
- 30 agosto: Santa Rosa da Lima